# Eupithecia omnigera
Eupithecia omnigera är en fjärilsart som beskrevs av András Vojnits 1982. Eupithecia omnigera ingår i släktet Eupithecia och familjen mätare. Inga underarter finns listade i Catalogue of Life.